# 파울로 로베르토 모라이스 주니오르
파울로 로베르토 모라이스 주니오르(포르투갈어: Paulo Roberto Morais Júnior, 1984년 2월 25일 ~ 2018년 2월 2일)는 브라질의 축구 선수로 포지션은 공격수이며 K리그 등록명은 빠울로였다.

## 선수 경력
2012년 중반 인천 유나이티드에 입단하였으며, 7월 15일 FC 서울전에서 후반 32분 교체 투입되어 K리그 데뷔전을 치렀으며, 이날 경기에서 후반 추가시간 결승골을 터뜨리며 팀의 3:2 역전승을 이끄는 대활약을 펼쳤다.
하지만 이날 경기 이후 별다른 활약을 보이지 못하였으며, 소콜의 부상 복귀 이후에는 주전 경쟁에서 밀리면서 반년간 4경기에 출장에 그친 채 인천을 떠났으며, 이후 UAE, 오만, 바레인 등에서 활약하였다.
하지만 2015년 백혈병 판정을 받으면서 이른 나이에 현역 은퇴를 선언하였다.

## 사망
이후 투병에 들어갔고, 골수 이식을 받으며 치료에 집중하며 현역 복귀에 대한 희망의 끈을 놓지 않았으나, 한국시각으로 2018년 2월 2일 사망하였다.